# Mas Ravetllat (Isòvol)
El Mas Ravetllat és una masia d'Isòvol (Cerdanya) inclosa a l'Inventari del Patrimoni Arquitectònic de Catalunya.

## Descripció
És un conjunt d'edificacions agrícoles i ramaderes, habitatge, cellers, pallisses, construït amb maçoneria de pedra i cobertes de llosa, i una important finca agrícola. A la portada de l'habitatge es troba la llinda, feta amb una llosa amb la inscripció «Ravetllat 1693» i altres mots il·legibles. En una altra portada s'hi pot veure la data de 1629.
Hi ha una petita capella adossada al mas, d'una sola nau amb volta de canó, sense absis i capçal totalment plà amb restes de pintures en el lloc corresponent al presbiteri. Dues fornícules de pedra i un banc corregut al voltant. La portada té llinda de pedra i una petita fornícula amb reixa a sobre. Obertura a la façana amb reixa i data a la llinda «1662». La construcció de l'habitatge del mas, envolta per sobre la capella, de tal forma que aquest, queda incorporat a l'edificació d'aquell.

## Història
El Mas Ravetllat es troba a l'indret del despoblat d'Alf. Aquest lloc era citat al 839 a l'Acta de Consagració de la Seu d'Urgell.